# غلبا (سرتشهان)
غلبا (بالفارسية: گلپا) هي قرية تقع في إيران في قسم سرتشهان الريفي. يقدر عدد سكانها بـ 79 نسمة بحسب إحصاء 2016.